# Peter M. Friesen
Peter M. Friesen (* 20. April 1849 in Sparrau, Ukraine; † 19. Oktober 1914) war ein mennonitischer Prediger, Lehrer, Historiker und Schriftsteller. Als erster Mennonit unternahm er den Versuch, die Geschichte der Russlandmennoniten darzustellen.

## Leben
Peter Friesen stammte aus einer deutschstämmigen mennonitischen Familie in der Mennonitenansiedlung Molotschna in der Südukraine. Er besuchte die Zentralschule in Halbstadt (Molotschna-Kolonie) und studierte danach in der Schweiz, in Odessa und in Moskau.
Mit 16 Jahren ließ Peter Friesen sich in der kürzlich gegründeten Mennoniten-Brüdergemeinde taufen. Unter dem Einfluss der rationalistischen Denkweise, mit der er an den Hochschulen konfrontiert war, gab er als junger Mann zeitweise seinen Glauben auf, kehrte jedoch wieder dazu zurück. Von 1873 bis 1886 war er als Lehrer in der Zentralschule in Halbstadt tätig, ab 1880 auch als Direktor. Dank seinen Bemühungen wurde in Halbstadt 1878 das erste Lehrerseminar der Mennoniten in Russland gegründet. Aufgrund seiner Russischkenntnisse diente er mehrfach als Repräsentant der Mennoniten vor der russischen Regierung, wo er die wirtschaftlichen und religiösen Interessen der Mennoniten vertrat. Er erlangte große Bekanntheit als Philanthrop und Verteidiger der Unterdrückten, vor allem während der Judenpogrome und während der Verfolgung der russischen Stundisten.
1884 wurde Peter Friesen zum Prediger der Mennoniten-Brüdergemeinde eingesegnet und war seit 1886 als Reiseprediger und Missionar am Kuban, in Odessa und Moskau tätig. Er war ein feuriger und talentierter Redner, jedoch kein besonders beliebter, da seine Predigten oftmals über die Köpfe der Zuhörer hinweggingen. Er ging mit sehr scharfen Worte gegen Missstände vor und sprach sich bei mehreren Konferenzen der Mennoniten sehr energisch für seinen Standpunkt aus. Als Prediger bemühte er sich um eine Annäherung zwischen Mennoniten und Mennoniten-Brüdern, zwischen denen es in der 2. Hälfte des 19. Jahrhunderts scharfe Konfrontationen gab.
Nach einer langen Krankheit zog er nach Sewastopol, wo er 13 Jahre lang in einer russischen evangelischen Gemeinde tätig war. Sein Haus, in dem er auch private Nachhilfestunden gab, war in dieser Zeit die Anlaufstelle für viele mennonitische Studenten. Danach zog er nach Moskau, wo seine Wohnung wiederum zum Treffpunkt für die Mennoniten, die dort studierten, wurde.
Seine letzten Lebensjahre, während denen er fast völlig erblindete, verbrachte Peter Friesen in Tiege (Molotschna-Kolonie).

## Schriftstellerische Tätigkeit
Peter Friesen verfügte über eine gute theologische Ausbildung. Als Ergebnis seiner Vermittlungen zwischen den Mennoniten und der Regierung verfasste Peter Friesen die Schrift Konfession oder Sekte?. 1902 verfasste er das Glaubensbekenntnis der Mennoniten-Brüdergemeinde, nach welchem sich viele Mennoniten-Brüdergemeinden bis heute ausrichten. Er schrieb auch eine Reihe weiterer Schriften mit geistlichem Inhalt.
Sein Lebenswerk, an welchem er 25 Jahre lang arbeitete, wurde die Darstellung der Geschichte der Mennoniten in Russland mit dem Titel Die Alt-Evangelische Mennonitische Brüderschaft in Russland (1789–1910) im Rahmen der mennonitischen Gesamtgeschichte, die 1911 im mennonitischen Verlag Raduga in Halbstadt erschien. Es enthält neben seinen selbst verfassten Texten eine enorme Sammlung von Dokumenten, die seitdem für viele Historiker zur Forschungsquelle gedient haben.

## Werke
- Peter M. Friesen: Die Alt-Evangelische Mennonitische Brüderschaft in Russland (1789-1910) im Rahmen der mennonitischen Gesamtgeschichte. Verlagsgesellschaft "Raduga", Halbstadt 1911.